# 松川健大
松川 健大（まつかわ けんた、2006年6月19日 - ）は、日本の男子バドミントン選手。

## 経歴

### 2023年
7月のアジアジュニア選手権では、男女混合団体戦で、1歳年上の谷岡大后とペアを組み、男子ダブルスで出場。決勝のインドネシア戦のダブルスで勝利し、日本チームの優勝に大きく貢献した。
8月の全国高校総体の学校対抗競技では、準決勝の埼玉栄高校戦で谷岡大后との第1ダブルスで出場し、ライバルの沖本優大 / 角田洸介にファイナル2点差の接戦で勝利し、ふたば未来高校の決勝進出に貢献。決勝では東大阪大学柏原高校にストレートで勝利し、団体優勝を果たした。
谷岡の引退後は、同学年の中静悠斗とペアを組む。
9月の全日本ジュニア選手権では、決勝で埼玉栄高校の三浦大地 / 稲川蓮二郎に逆転勝利し優勝を飾った。

### 2024年
3月の全国高校選抜大会の個人戦男子ダブルスでは、準決勝にて埼玉栄高校の有江琥珀 / 澤田修志との試合で、ファイナルゲームにもつれた末勝利。決勝でも埼玉栄の三浦大地 / 稲川蓮二郎にストレートで勝利し優勝を果たした。
10月の世界ジュニア選手権では、中国の陳俊廷 / 劉峻栄等の強豪ペアを破って準決勝に進出。準決勝ではアジアジュニア王者の胡珂源 / 林祥毅に敗れるが銅メダルを獲得。男子ダブルスの日本勢としては5年ぶりのメダル獲得となった。